# Matts Floderus
Oskar Mattias (Matts) Floderus, född 30 september 1869 i Nora, död 2 oktober 1943 i Stockholm, var en svensk skolman, zoolog och genealog. Han var kusin till Björn Floderus.
Matts Floderus var son till stadsläkaren Björn Matthias Floderus. Efter faderns död 1882 flyttade familjen från Nora till Uppsala. Där avlade han mogenhetsexamen vid Uppsala högre allmänna läroverk 1888 och blev därefter student vid Uppsala universitet, och avlade 1891 filosofie kandidatexamen. Sommaren 1890 reste han genom Jämtlands fjälltrakter för botaniska studier och vistades vid Kristinebergs zoologiska station under somrarna 1892–1894, där han 1894 arbetade som amanuens. 1894 företog han även en zoologisk studieresa till Danmark, Tyskland och Norge. 1896 vistades Floderus på nytt vid Kristinebergs zoologiska station för studier av ascidier och blev samma år filosofie licentiat och filosofie doktor. 1897–1898 var han vikarierande kollega vid Göteborgs femklassiga allmänna läroverk och därefter 1898–1903 vikarierande adjunkt och lektor samt extralärare vid Göteborgs realläroverk samt assistent i kemi vid Chalmers tekniska läroanstalt och lärare i naturalhistoria vid Göteborgs högre samskolas gymnasieavdelning 1901–1903. Floderus var 1903–1906 adjunkt i naturalhistoria, matematik och kemi vid Norrköpings högre allmänna läroverk, 1905–1934 lektor i biologi och kemi vid Västerås högre allmänna läroverk och vikarierande läroverksråd i överstyrelsen för de allmänna läroverken 1911–1912 och 1914–1920. 1920 blev Floderus vikarierande undervisningsråd. Matts Floderus blev 1920 riddare av Nordstjärneorden.
Floderus gifte sig 1901 med Maria (Maja) Gustafva Een, dotter till borgmästaren i Visby, Carl Een. Förutom arbeten inom natur och biologi skrev Floderus även flera kulturhistoriska arbeten samt genealogiska arbeten över sin egen och sin hustrus släkter.